# عبد الله بن النواحة
عبد الله بن النواحة كان رسولًا أرسله مسيلمة، أحد مدعي النبوة، وكان نشطًا في منطقة اليمامة في زمن النبي محمد. اشتهر في المقام الأول بنقله رسالة من مسيلمة إلى محمد، وقد قُتل بعد وفاة النبي محمد وأثناء حروب الردة.

## الخلفية
اكتسب مسيلمة شعبية كبيرة في اليمامة، ويرجع ذلك جزئيًا إلى الديناميكيات القبلية المحلية. كان العديد من أفراد قبيلة بني حنيفة (جزء من مجموعة قبيلة ربيعة الأكبر) يكنون العداء للنبي محمد وقبيلة قريش المتمركزة في الحجاز . وقد ورد أن أحد أفراد ربيعة عبر عن هذا الشعور قائلًا: "إن الكذاب من قبيلة ربيعة من اليمامة خير من الصادق من قبيلة مزار من الحجاز". وكان أتباع مسيلمة أيضًا يُنسبون إلى تعاليمه وحيله ومعجزاته المزعومة.

## البعثة إلى النبي محمد
سافر ابن النواحة، وربما كان برفقته مبعوثون آخرون، إلى المدينة المنورة لتسليم رسالة من مسيلمة إلى النبي محمد. كان جوهر الرسالة هو اقتراح تقسيم العالم (أو السلطة) بين مسيلمة والنبي محمد، والاعتراف بكليهما كنبيين من أنبياء الله. رفض النبي محمد هذا الاقتراح، مؤكدًا أن تقسيم الأرض يقرره الله وحده. وبحسب حديث ورد في سنن أبي داود، فإن النبي محمدًا سأل الرسل عن اعتقادهم في مسيلمة. فأجابوا: "نؤمن كما آمن". فرد عليهم النبي: "أما واللَّهِ لولا أنَّ الرُّسلَ لا تُقتَلُ لضربتُ أعناقَكُما". وهذا يدل على أنه في وقت زيارتهم، كان ابن النواحة وجميع الصحابة محميين بالحصانة الدبلوماسية الممنوحة للرسل.

## التنفيذ
وبعد وفاة النبي محمد، وفي أثناء حروب الردة التي تلتها، تغير وضع ابن النواحة. روى حارثة بن مضرب أنه التقى بعبد الله بن مسعود، أحد الصحابة، بعد أن مر على دور عبادة بني حنيفة حيث كان الناس يؤكدون على إيمان مسيلمة. فأحضر ابن مسعود هؤلاء الأفراد وعرض عليهم التوبة. ولكنه اختص ابن النواحة بالذكر، مذكرًا بقول النبي محمد فيه، ولكن منعه من ذلك كونه رسولًا. فقال ابن مسعود: "ولكنك اليوم لست برسول"، ثم أمر قرظة بن كعب بتنفيذه.فضُربَت رأس ابن النواحة في السوق.

## طالع أيضًا
- حروب الردة
- بنو حنيفة